# إزرائيل نونييز
إزرائيل نونييز (بالألمانية: Israel Núñez) (و. 1979  م) هو راكب دراجة هوائية إسباني، ولد في مارتوريل.

## سباقات أو مراحل فاز بها
| التاريخ       | السباق                 | المركز                 |
| ------------- | ---------------------- | ---------------------- |
| 08 أبريل 2006 | طواف إقليم الباسك 2006 | السابع في تصنيف الجبال |

## روابط خارجية
- إزرائيل نونييز على موقع الاتحاد الدولي للدراجات (الإنجليزية)
- إزرائيل نونييز على موقع أرشيف الدراجات (الإنجليزية)